# Ni une ni deux
Pour plus de détails, voir Fiche technique et Distribution.
Ni une ni deux est un film français réalisé par Anne Giafferi, sorti en 2019. 

## Synopsis
Après une opération de chirurgie esthétique ratée, Julie décide de faire appel à sa plus grande fan et sosie, Laurette, pour la remplacer lors du tournage d'un film. Elle ignore que ce sosie est en réalité sa sœur jumelle.
Le début du film est tourné avec Laurette, qui se trouve être plus sociable que sa sœur, surprenant plus d'une personne de l'équipe de tournage. 
Dès que les altérations du visage de Julie disparaissent, cette dernière reprend sa place d'actrice, mais ne parvient pas à être à la hauteur de sa jumelle.
En fin de tournage, la coiffeuse de l'actrice parvient à accéder au téléphone de cette dernière, et y trouve des photographies prouvant l'allergie de Julie et la proximité des deux sœurs.
L'information fuite dans les médias, Julie se dévoue à affirmer l'annonce, ce qui sonne la fin de sa carrière cinématographique, mais le début de celle de Laurette.

## Fiche technique
- Titre original : Ni une ni deux
- Réalisation et scénario : Anne Giafferi
- Photographie : Stéphane Cami
- Montage : Christine Lucas Navarro
- Musique : Jean-Michel Bernard
- Direction artistique : Stéphanie Bertrand
- Décors : François Emmanuelli
- Costumes : Jacqueline Bouchard et Nathalie Chesnais
- Effets visuels numériques : Digital district (Paris) - Multiplication personnage ( Mathilde Seigner ) et autres effets 3D
- Producteur : Édouard de Vésinne
- Sociétés de production : Incognita Films et TF1 Studio
- Société de distribution : Mars Films
- Genre : Comédie
- Pays d'origine :  France
- Langue originale : français
- Durée : 95 minutes
- Date de sortie :
  -  France : 29 mai 2019

## Distribution
- Mathilde Seigner : Julie / Laurette
- François-Xavier Demaison : Jean-Pierre, l'agent de Julie
- Marie-Anne Chazel : Colette, la mère de Julie
- Alain Bouzigues : le chirurgien esthétique
- Arié Elmaleh : Guillaume, le régisseur
- Nicolas Briançon : le réalisateur
- Vincent Regan : Sean Wilson
- Marie-Julie Baup : Charlène
- Axelle Dodier : Kelly, la coiffeuse et fille de Laurette
- Anne-Sophie Lapix : elle-même

## Box office
Malgré la présence de Mathilde Seigner, de François-Xavier Demaison et de Marie-Anne Chazel en tête d'affiche, il se révèle un véritable échec public : sorti le 29 mai 2019 dans 320 salles, il ne réalise que 8 439 entrées pour sa première journée, puis 44 702 entrées pour sa première semaine. Il termine sa carrière en salles après 5 semaines, avec seulement 78 591 entrées.
Le film  rapporte moins de 600 000 € pour un budget de 4,5 millions d'euros.

## Autour du film
La phrase : « Les hommes se couchent avec Julie Valet et se réveillent avec moi » s'inspire de la même phrase dite par Rita Hayworth à propos de sa vie sentimentale.